# 21 Eskadra Bombowa Lekka

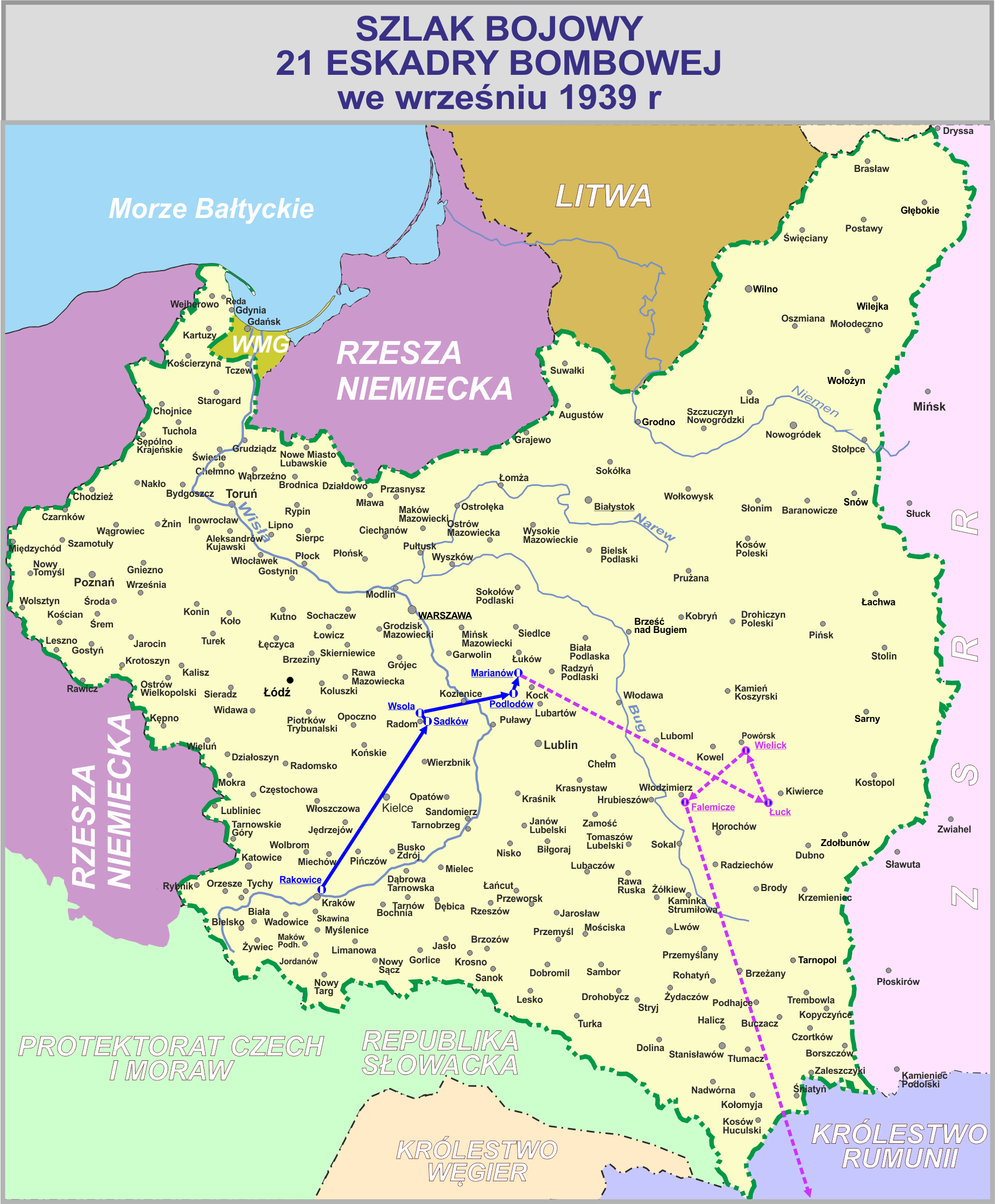

21 (1) eskadra bombowa (lotnicza, liniowa) – pododdział lotnictwa Wojska Polskiego w II Rzeczypospolitej.
Eskadra sformowana została 2 listopada 1918 jako „eskadra lwowska”, wkrótce potem przemianowana na II eskadrę bojową. 21 grudnia 1918 otrzymała nazwę 6 eskadra lotnicza (wywiadowcza). W 1925 6 eskadra wywiadowcza została przemianowana na 21 eskadrę lotniczą, a cztery lata później na 21 eskadrę liniową. Po mobilizacji 1939 przemianowana na 21 eskadrę bombową lekką.
Kampanię wrześniową odbyła w składzie II dywizjonu bombowego lekkiego Brygady Bombowej.
Godła eskadry:
- biały ukośny krzyż na tle niebieskiego kwadratu z białą obwódką – na samolotach Breguet XIX
- płowy lew na tle niebieskiego kwadratu – na samolotach Breguet XIX i PZL-23B „Karaś”

## 21 eskadra liniowa w okresie pokoju
Rozkazem Departamentu Lotnictwa MSWojsk. z 27 maja 1925, 6 eskadra wywiadowcza została przemianowana na 21 eskadrę lotniczą.
Od lipca 1925 eskadra sukcesywnie przezbrajana była z samolotów Ansaldo 300 w samoloty Potez XV. W sierpniu i wrześniu kilka załóg 21 eskadry weszło w skład tzw. eskadry manewrowej, wystawionej w związku z dużymi ćwiczeniami wojsk lądowych i lotnictwa na Wołyniu. Eskadra operowała z lotniska Dubno.
W 1926 jedynie 4 załogi 21 eskadry wzięły udział w ćwiczeniach na Podhalu operując z lotniska w Nowym Targu. W tym też roku do eskadry przybyli nowi obserwatorzy – absolwenci Oficerskiej Szkoły Obserwatorów Lotniczych.
W 1927 program zajęć eskadry był już ściśle realizowany, tym bardziej że minęły już kłopoty z brakiem samolotów. Regularne dostawy ze składnicy w Dęblinie umożliwiły podjęcie ćwiczeń i doskonalenia zespołowego. Okres letni był kolejnym sprawdzianem umiejętności załóg i dowództwa eskadry biorącej udział w ćwiczeniach międzydywizyjnych oraz w koncentracji wielkich jednostek Dowództwa Okręgu Korpusu nr V. Załogi przez okres kilku tygodni przebywały na lotniskach Zawiercie, Stopnica i Ostrowiec Świętokrzyski. Pod koniec roku rozpoczęto wymianę samolotów Potez XV na Potez XXVII.
W 1928 ćwiczono loty grupowe i nocne, współpracę z jednostkami piechoty, artylerii i kawalerii. W 1929 przemianowano eskadry lotnicze na „liniowe” i zwiększono liczbę samolotów do 10 sztuk. Szkołę ognia artylerii odbywano startując z lotniska Tarnobrzeg. W efekcie sztab Grupy Artylerii ocenił eskadrę na ocenę „dobrą”. W połowie września eskadra powróciła do Krakowa. Pod koniec roku, na wyposażenie eskadr liniowych krakowskiego pułku, zaczęły napływać samoloty Breguet XIX.
W 1930 eskadra wystawiła dodatkowo pluton fotograficzny w składzie 3 samolotów dla wykonania w celach kartograficznych zdjęć południowo-zachodniej Polski. Szkołę ognia artylerii obsługiwały 3 załogi z lotniska Tarnobrzeg. W drugim etapie szkolenia przesunięto je na lotnisko w Nowym Targu wzmacniając ekipę do sześciu samolotów. 
W 1932 eskadra brała udział w ćwiczeniach letnich w rejonie Łańcuta, a następnie Krakowa i Częstochowy, a szkołę ognia odbyła na Pustyni Błędowskiej.
Zimowe ćwiczenia w 1933 z jednostkami 22 Dywizji Górskiej odbyły 2 klucze eskadry. Natomiast w sierpniu i wrześniu uczestniczyły w ćwiczeniach z 6 Dywizją Piechoty.
W 1934 załogi 21 eskadry niosły pomoc mieszkańcom terenów południowych kraju objętych powodzią. Na skutek lądowań na podmokłych i przygodnych lądowiskach uległy uszkodzeniu 4 samoloty Breguet XIX. Tego roku, ze względu na ustawiczne deszcze oraz powódź, eskadra nie brała udziału w ćwiczeniach z wojskami lądowymi. W tym okresie w eskadrze na stażu przebywali oficerowie bułgarscy i rumuńscy.
Pod koniec 1936 przybyły do 2 pułku lotniczego pierwsze samoloty PZL-23A „Karaś”. W 1937 trwała dalsza wymiana Breguetów na samoloty PZL-23 A i trochę zmodernizowane PZL-23B, które w niedługim czasie całkowicie wypełniły etaty eskadr liniowych. Ze względu na szkolenie załóg na nowym sprzęcie oraz trudności w kompletowaniu stanowisk strzelca samolotowego, eskadra nie brała udziału w ćwiczeniach poza macierzystym lotniskiem. 
W marcu 1938 21 eskadra działając w składzie I dywizjonu odleciała do Lidy na koncentrację lotnictwa liniowego. 20 marca wzięła udział w grupowym przelocie 108 „Karasi” wzdłuż granicy polsko-litewskiej.
Na przełomie sierpnia i września eskadra brała udział w manewrach na Wołyniu i Podolu stacjonując na lotnisku Brody. W połowie września wróciła do Krakowa, gdzie pod dowództwem kpt. obs. Jana Buczmy weszła w skład lotnictwa Samodzielnej Grupy Operacyjnej „Śląsk”. Do 25 października bazowała na lotnisku Klimontów.

## Działania eskadry w 1939
W marcu 1939 powoływani zostali imiennymi kartami MOB rezerwiści. W lipcu przydzielono eskadrze 9 podchorążych ostatniego rocznika Szkoły Podchorążych Lotnictwa w Dęblinie.

### Mobilizacja eskadry
W dniach 24-26 sierpnia 1939 na lotnisku Rakowice przeprowadzona została mobilizacja alarmowa 21 eskadry liniowej. 
Samoloty rozstawiono po północnej stronie lotniska wraz ze stanowiskami obrony przeciwlotniczej. Rzut kołowy eskadry został załadowany w nocy 25/26 VIII na transport kolejowy i pod dowództwem ppor. rez. techn. Jana Rothe-Rotowskiego odjechał o godzinie 13.00 do Radomia. Rzut powietrzny pozostał na lotnisku Rakowice. 27 sierpnia o 17.30 nastąpił odlot na lotnisko Sadków. Personel zakwaterowano w Szkole Podchorążych Rezerwy Lotnictwa, a rzut kołowy w kilku wioskach pod Radomiem.
30 sierpnia w godzinach popołudniowych przesunięto eskadrę na lotnisko Wsola i rozlokowano po północnej stronie lotniska. Personel zakwaterowany został we dworze i w pobliskiej wiosce.
31 sierpnia eskadra przemianowana została na 21 eskadrę bombową i podporządkowana dowódcy Brygady Bombowej, w składzie której walczyła w kampanii wrześniowej. Wraz z 22 eskadrą liniową (przemianowaną na 21 eskadrę bombową) tworzyła II dywizjon bombowy lekki. 

### Walki 21 eskadry bombowej we wrześniu 1939
Kampanię wrześniową 21 eskadra bombowa lekka odbyła w składzie II dywizjonu brygady bombowej. Jednostka posiadała 10 samolotów PZL.23B Karaś, 1 samolot Fokker F.VIIB/3m i 1 samolot RWD-8.
1 września lotów bojowych nie wykonywano. O świcie por. pil. Procyk z pchor. obs. Głębickim na RWD-8 polecieli do Warszawy po rozkazy. Wieczorem, ze względu na brak możliwości maskowania, eskadra przeniosła się na inne lądowisko.
2 września załoga: por. obs. Kasprzyk, plut. pil. Wójcik i kpr. strz. Kwiecień poleciała na rozpoznanie kierunków ruchu wojsk nieprzyjaciela na szosach Częstochowa–Lubliniec–Opole–Strzelce, zabierając ze sobą ładunek bomb.
Stwierdzono duże natężenie kolumn zmotoryzowanych maszerujących w kierunku na Częstochowę i Radomsko. Jedną z kolumn załoga zbombardowała. Lot ten dublowała załoga: pchor. obs. Gębicki, plut. pil. Buczyłko, kpr. strz. Gara bombardując fabrykę w Oławie na terenie Niemiec.
Po południu na rozpoznanie w rejon Częstochowy polecieli: pchor. obs. Wilczak, sierż. pil. Uryzaj i kpr. strz. Scibich. Załoga została zestrzelona nad Wygodą. Przy starcie został uszkodzony „Karaś” pchor. Gębickiego.
3 września eskadra otrzymała zadanie zbombardować nieprzyjaciela w rejonie Radomsko–Pławno. Do wykonania zadania wyznaczone zostały 2 klucze z 21 eskadry i 3 klucze z 22 eskadry bombowej. Po wyrzuceniu bomb, załogi w locie niskim ostrzeliwały Niemców z broni pokładowej. Z bombardowania nie powróciła załoga kpt. Albertiego. Obserwator i pilot uratowali się skokiem ze spadochronem, ale do jednostki dołączyli dopiero w Rumunii, a pchor. Mazur poległ. 
Po uzupełnieniu paliwa i podwieszeniu bomb, na kolejne bombardowanie w rejon Radomska wystartował jeden klucz eskadry. Załoga ppor. Króla, po wyrzuceniu bomb, miała rozpoznać oddziały zmotoryzowane nieprzyjaciela na drogach Przedbórz–Włoszczowa–Koniecpol. Niestety ppor. Król nie powrócił z wyprawy. Z załogi uratował się tylko kpr. Obiorek.
Ogółem w ciągu dnia eskadra wykonała 6 lotów bombowych, zadając Niemcom duże straty.
4 września personel techniczny przygotowywał postrzelane samoloty do przyszłych zadań. Ze składnicy Dęblin eskadra otrzymała nowe karabiny maszynowe typu „Szczeniak”. W tym dniu załoga: ppor. obs. Tobolski, pchor. pil. Blicharz i kpr. strz. Ziajski, rozpoznawała rejon Tomaszów Mazowiecki–Piotrków Trybunalski–Bełchatów–Radomsko–Przedbórz. Rozpoznanie dublowała załoga: pchor. obs. Gębicki, kpr. pil. Morawiec i kpr. strz. Gara.
5 września pchor. obs. Wojtal, pchor. pil. Dziubiński i kpr. Wolny rozpoznawali kolumny pancerno-motorowe w rejonie Radomsko–Piotrków–Tomaszów–Łask–Zduńska Wola–Bełchatów. Wykryto duże zgrupowanie czołgów i samochodów na szosie Radomsko–Piotrków. W późnych godzinach popołudniowych dowódca dywizjonu otrzymał rozkaz przesunięcia jednostki. Wieczorem eskadra przegrupowała się na lotnisko Podlodów. Lądowanie rzutu powietrznego eskadry odbyło się przy świetle latarni stajennych i latarek elektrycznych.
6 września „Karasie” eskadry odleciały na lotnisko Marianów. Kadra kwaterowała w pobliskim dworze, natomiast całkowity brak łączności drutowej ze sztabem brygady stwarzał duże trudności w pracy bojowej. Około 15.00 załoga: pchor. obs. Stutzmann, por. Procyk i kpr. strz. Gwóźdź poleciała na rozpoznanie w rejon Ostrów Mazowiecka–Zambrów–Łomża–Ostrołęka. Stwierdzono marsz kolumn zmotoryzowanych z Ostrowi na Małkinię.
7 września 4 załogi eskadry wzięły udział w wyprawie bombowej prowadzonej przez dowódcę dywizjonu na północ od Łodzi. Na rozpoznanie celów poleciała załoga: ppor. obs. Vitalis Brama, plut. pil. Zyków, kpr. strz. Gara 
Po 20 minutach od startu rozpoznawczego „Karasia” ppor. Bramy nastąpił start pozostałych samolotów w kierunku Brzezin. Tam oczekiwano przez 40 minut na samolot rozpoznawczy. Został on jednak wcześniej zestrzelony przez niemieckie myśliwce nad Rawą Mazowiecką.

Por. obs. Kasprzyk, lecąc razem z dowódcą dywizjonu jako strzelec samolotowy, tak opisał ten lot:

W czasie lotu do Brzezin nabieraliśmy wysokość do 2000 m. Będąc na podsłuchu, pilnie wytężałem słuch na depeszę radiową od ppor. Bramy. Nad Brzezinami zrobiliśmy jedną rundę, drugą, trzecią... dziesiątą, a tu ani depeszy, ani „Karasia” ppor. Bramy. Krążyliśmy tak około 40 minut. Po zwróceniu się do mjra Białego co dalej robić, otrzymałem rozkaz lotu na ustaloną trasę i po napotkaniu niemieckich kolumn zrzucić na nie bomby. Przekazałem pilotowi decyzję dowódcy dyonu i skierowałem go na Zgierz, skąd polecieliśmy na Ozorków. Zszedłem do „kołyski” i wytężałem wzrok na szosę. Nic nie było widać. Minęliśmy Łęczycę. Żadnych ruchów na gościńcu ani w mieście nie widzieliśmy. Dopiero w połowie drogi do Kutna zauważyłem jeden samochód osobowy. Robimy rundę nad Kutnem. Pytam mjr. Białego co mam dalej robić. Wracać na lotnisko – usłyszałem. Podałem pilotowi kurs na Łowicz. Przelatywaliśmy nad torami kolejowymi, drogami, osiedlami. Z dala z przodu palił się Grójec. Zbliżając się na jego wysokość i obserwując ze ściśniętym sercem dzieło „Szwabów” nagle usłyszeliśmy wybuchy pocisków artylerii, które od czasu do czasu przemykają się między „Karasiami”. Pilot automatycznie pikuje do ziemi. Rzucam wzrokiem na ziemię. Przed nami lasek, a na skraju stoją czołgi z czarnymi krzyżami i różnego typu pojazdy mechaniczne. Zawracaj! – wrzeszczę do pilota. Pilot robi dużą rundę w lewo, mając na uwadze skrzydłowych: po lewej por. pil. Procyka z ppor. obs. Kuną i kpr. strz. Sroką, a po prawej kpr. pil. Kulczyka z pchor. obs. Gębickim i kpr. strz. Kwietniem. Gdy już zrobiliśmy prawie cale koło, kazałem pilotowi wyjść wyżej, a sam zszedłem do „kołyski”. Już widzę czołgi, samochody w celowniku. Pociski świetlne przelatują tuż koło i między maszynami. Słychać wybuchy artylerii. Zwalniam cielska bomb, które tuż za nami eksplodują. Kierujemy się do Marianowa. Będąc skupiony nad mapą i szukając punktów orientacyjnych na ziemi celem sprawdzenia kursu lotu, mjr Biały pociąga mnie za ramię i pokazuje 3 Messerschmitty z tylu za nami, zbliżające się do nas. W dół! Gaz! Messerschmitty za nami! – krzyczę do pilota. Boczne maszyny zbliżyły się do naszego „Karasia” i lecieliśmy prawie skrzydło w skrzydło. Po pierwszym ataku Me-109 maszyna por. Procyka odeszła z szyku tak daleko, aż w końcu znikła nam zupełnie. Messerschmitty atakowały nas z tyłu z góry, lecąc jeden za drugim. Nasze dwa „Karasie”, trzymające się w zwartym szyku, leciały tuż przy ziemi przeskakując drzewa, domy, laski i tym samym nie pozwalając Niemcom podejść do nas z tyłu z dołu. Panując nad nami prawie dwukrotną szybkością i przewagą wysokości, pojedynczo schodzili do ataku zaczynając pikować na nas i będąc w odległości skutecznego strzału otwierali ogień z km-ów. Ja miałem głowę cały czas zwróconą do tyłu, obserwując pilnie Messerschmitty, a przez otwór w płycie pancernej wyciągniętą ręką trzymałem pilota za ramię lewe: gdy zobaczyłem, że Niemiec zaczął pikować – pociągałem pilota za ramię do siebie i on robił skręt w lewo; gdy odpychałem jego ramię – skręcał w prawo. W ten sposób unikami wychodziliśmy z linii ostrzału i pociski – od czasu do czasu świetlne – przelatywały tuż koło samolotów lub trafiały w końcówki skrzydeł. Oczywiście tak mjr Biały, jak i kpr. Kwiecień cały czas ostrzeliwali atakujących nas Niemców. Rozpędzony, atakujący Messerschmitt przelatywał tuż nad nami zawracając po dużym luku. Zaraz za nim szedł do ataku drugi i za chwilę trzeci i znowu pierwszy powtarzał atak. W ten sposób Niemcy przeprowadzili osiem ataków, aż w czasie dziewiątego gdy „Szwab” przypikował na nas – tak już więcej nie wyszedł z lotu nurkowego. Runął na ziemię eksplodując. Widzieliśmy za sobą snop czarnego dymu. Z pewnością nasi strzelcy – mjr Biały i kpr. Kwiecień ugodzili tym razem Niemca śmiertelnie. Widząc to jego koledzy zaprzestali dalszych ataków. Cały ten śmiertelny cyrk o życie rozgrywał się między Grójcem, Przybyszewem i Białobrzegami. W popłochu i strachu lecieliśmy na południe, a nie na wschód do naszego lotniska. Poprowadziliśmy kurs do Marianowa. Minęliśmy Wisłę. W Marianowie usiedliśmy tylko we dwie maszyny z dziewięciu, które startowały razem z nami.

Trzeci „Karaś” pilotowany przez por. Procyka lądował przymusowo koło  Wojcieszkowa. Zestrzelony nad Rawą Mazowiecką samolot przy lądowaniu kraksował i zapalił się. Ppor. Brama odwieziony został do szpitala w Warszawie, a kpr. Gara leczył się w szpitalu w Grójcu, a następnie w Radomiu. Wynik bombardowania fotografowała załoga ppor. obs. Tobolskiego. Meldunek zrzucono na lotnisku Okęcie.
8 września załoga: pchor. obs. Wojtal, pchor. pil. Dziubiński i kpr. strz. Wolny wystartowała na rozpoznanie i zbombardowanie niemieckich oddziałów pancerno-motorowych. Po zakończeniu zadania należało zrzucić meldunek na lotnisku Okęcie. Załoga wykryła i rozpoznała zmotoryzowane oddziały niemieckie w marszu na Wyszków.
Przy wejściu na kurs bojowy „Karaś" pchor. Wojtala został zaatakowany przez Messerschmitta 110. Samolot zapalił się, a poparzona załoga wyskoczyła na spadochronach w pobliżu Jadowa. Pierwszej pomocy udzielił personel II/53 plutonu, stacjonujący na lotnisku Stara Wieś. Ciężko rannego kpr. Wolnego ulokowano w szpitalu, a obaj podchorążowie wrócili następnego dnia do jednostki. Z bombardowania kolumny pancernej nie powróciła załoga pchor. obs. Wyciśloka z kpr. pil. Paleckim i kpr. strz. Chromym. W godzinach popołudniowych 2 klucze Dornierów usiłowały zbombardować lotnisko Marianów. Bombardowanie okazało się niecelne.
9 września załoga ppor. obs. Duchnickiego rozpoznała ruchy wojsk własnych i nieprzyjaciela w rejonie Kutno–Łowicz–Rawa Mazowiecka, a pchor. obs. Stutzmann z kpr. pil. Mudrym i kpr. strz. Gwoździem, rozpoznawali obszar Końskie–Warszawa–Radom. Stwierdzono duże zgrupowanie piechoty i czołgów na postoju w Odrzywole. Do eskadry powrócił lekko ranny plut. Zyków.
10 września dowódca dywizjonu zwołał odprawę personelu nakazując natychmiastową likwidację lotniska, przekazanie wszystkich samolotów do VI dywizjonu bombowego, pogotowie marszowe rzutu kołowego. Rzut kołowy miał udać się ku granicy polsko-rumuńskiej i zabrać nadwyżkę personelu latającego w celu przejęcia alianckich samolotów. Przed zmrokiem duża kolumna samochodów ciężarowych i osobowych wyjechała na szosę wiodącą do Lublina.
W tym dniu załogi pchor. obs. Wyciśloka, która 8 września lądowała przymusowo z przestrzelonym silnikiem, po jego naprawie i zatankowaniu wystartowała kierując się ku macierzystemu lotnisku. Nad Niwami Ostrołęckimi „Karasia” zaatakowały 3 Messerschmitty. Samolot został zestrzelony, a załoga poniosła śmierć.
11 września w godzinach rannych 4 „Karasie”, 1 Fokker i 1 RWD-8 odleciały na lotnisko VI dywizjonu bombowego lekkiego bazującego do Faleniczach. Fokker pilotowany przez por. Procyka lądował w Wielicku. Zgodnie z rozkazem dowódcy dywizjonu, personel eskadry dotarł do granicy, ale samolotów brytyjskich nie zastał. Granicę z Rumunią przekroczył 17 września.
| Działania eskadry | Działania eskadry | Działania eskadry | Działania eskadry |
| ----------------- | --- | --- | --- |
|                   | Loty bojowe | Tonaż bomb | Zestrzelenia |
| 32                | 10 ton | 2 Messerschmitty | |
| Straty eskadry    | | | |
| Polegli           | ppor. Król, pchor. Mazur, pchor. Wilczak, pchor. Wyciślok, sierż. Uryzaj, kpr. Chromy, kpr. Mularczyk, kpr. Palecki, kpr. Scibich | ppor. Król, pchor. Mazur, pchor. Wilczak, pchor. Wyciślok, sierż. Uryzaj, kpr. Chromy, kpr. Mularczyk, kpr. Palecki, kpr. Scibich | ppor. Król, pchor. Mazur, pchor. Wilczak, pchor. Wyciślok, sierż. Uryzaj, kpr. Chromy, kpr. Mularczyk, kpr. Palecki, kpr. Scibich |
| Ranni             | ppor. Brama, kpr. Gara, kpr. Wolny                                                                                                | ppor. Brama, kpr. Gara, kpr. Wolny                                                                                                | ppor. Brama, kpr. Gara, kpr. Wolny                                                                                                |
| Zaginieni         | kpt. Alberti, plut. Buczyłko | kpt. Alberti, plut. Buczyłko | kpt. Alberti, plut. Buczyłko |
| Samoloty          | | | |
| Stan              | Uzupełnienie | Zniszczone | Ewakuacja |
| 10 PZL.23 Karaś   | 0 | 5 | 4 przekazane do VI dywizjonu |

## Obsada personalna eskadry
| Stopień, imię i nazwisko              | okres pełnienia służby |
| ------------------------------------- | ---------------------- |
| kpt. obs. Zygmunt Pistl               | 1925 – X 1925          |
| kpt. pil. Adam Wojtyga                | X 1925 – 1927          |
| kpt. pil. Franciszek Ksawery Piniński | 1927 – 1927            |
| kpt. pil. Stanisław Nazarkiewicz      | 25 VII 1927 – IV 1929  |
| kpt. obs. Adam Kurowski               | IV 1929 – VI 1931      |
| kpt. obs. Władysław Oleksik           | VI 1931 – 3 I 1932     |
| kpt. pil. Michał Bokalski             | 3 I 1932 – XI 1933     |
| kpt. pil. Czesław Krajewski           | XI 1933 – 1933         |
| kpt. pil. Bolesław Godlewski          | 1933 – 5 I 1934        |
| kpt. pil. Kazimierz Jarzębiński       | 5 I 1934 – 25 XI 1935  |
| kpt. pil. Jan Biały                   | 25 XI 1935 – X 1936    |
| kpt. pil. Bolesław Sadowski           | X 1936 – VII 1937      |
| kpt. obs. Stefan Szubert              | VII 1937 – IX 1938     |
| kpt. obs. Jan Buczma                  | IX 1938 – 1939         |

| Dowództwo eskadry  | Dowództwo eskadry                  |
| stanowisko         | stopień, imię i nazwisko           |
| ------------------ | ---------------------------------- |
| dowódca eskadry    | kpt. Jan Tadeusz Buczma            |
| oficer taktyczny   | kpt. Stefan Karol Alberti          |
| oficer techniczny  | ppor. Jerzy Józef Kwapniewski      |
| starszy obserwator | por. Edward Procyk                 |
| obserwator         | por. Kazimierz Jan Józefkowicz     |
| obserwator         | por. piech. Tomasz Ludwik Kasprzyk |
| obserwator         | ppor. Zbigniew Czesław Kwaśniewski |
| obserwator         | ppor. piech. Witalis Brama         |

| Dowództwo eskadry | Dowództwo eskadry |
| --- | --- |
| dowódca eskadry | kpt. obs. Jan Buczma |
| oficer taktyczny | kpt. obs. Stefan Alberti |
| oficer techniczny | ppor. rez. techn. Jan Rothe-Rotowski |
| szef mechaników | st. majster wojsk. Marian Koza |
| szef administracyjny | sierż. Oktawian Piwowarczyk |
| Załogi samolotów | |
| obserwatorzy | strzelcy pokładowi |
| por. Tomasz Kasprzyk ppor. Witalis Brama ppor. Tadeusz Król ppor. Marian Kuna ppor. Paweł Tobolski ppor. rez. Stanisław Duchnicki pchor. Stefan Gębicki (Dębicki) pchor. Edward Laska pchor. Ferdynand Stutzmann pchor. Rudolf Wilczak pchor. Wacław Wojtal pchor. Walter Wyciślok pchor. rez. Mieczysław Mazur | plut. rez. Antoni Łapiński kpr. Władysław Chromy kpr. Teofil Gara kpr. Jan Gwóźdź kpr. Andrzej Kwiecień kpr. Ignacy Mularczyk kpr. Władysław Ścibich kpr. Jan Wolny kpr. Mieczysław Ziajski kpr. rez. Zygmunt Sroka |

## Wypadki lotnicze
W okresie funkcjonowania eskadry miały miejsce następujące wypadki lotnicze zakończone obrażeniami lub śmiercią pilota:
- 13 sierpnia 1925 koło Ojcowa zginął w wypadku lotniczym na samolocie Ansaldo 300 plut. pil. Kazimierz Kalinowski i por. kaw. Paszkiewicz.
- 18 września 1931 podczas lotu służbowego o godz. 2.00 nad ranem zginęli sierż. pil. Jan Kapciuch oraz ppor. obs. Kazimierz Borowiec. Wypadek zdarzył się na terenie folwarku Niszewo-Strzałkowice koło Płocka.
- 10 marca 1933 pod miejscowością Suchedniów zginął szer. pil. Jan Adamski, natomiast obserwator odniósł obrażenia.
- 26 kwietnia 1933 podczas rozgrywanych zawodów międzypułkowych we Lwowie zginął w nocy ppor. obs. Jan Nadwodzki, którego samolot podczas próby lądowania miał awarię silnika.
- W lipcu 1937 wskutek lekkomyślności i brawury plut. pil. Romana Janusa, który na oblot „Karasia” zabrał kpr. mech. Stanisława Jarguza, kpr. mech. Jana Kozę oraz szer. Bolesława Ufira. Nad miejscowością Liszki koło Krakowa podczas ewolucji powietrznych samolot runął na ziemię. Wszyscy zginęli.

## Samoloty eskadry
1 września 1939 eskadra posiadała 10 samolotów PZL.23B Karaś, 1 samolot Fokker F.VIIB/3m i 1 samolot RWD-8.

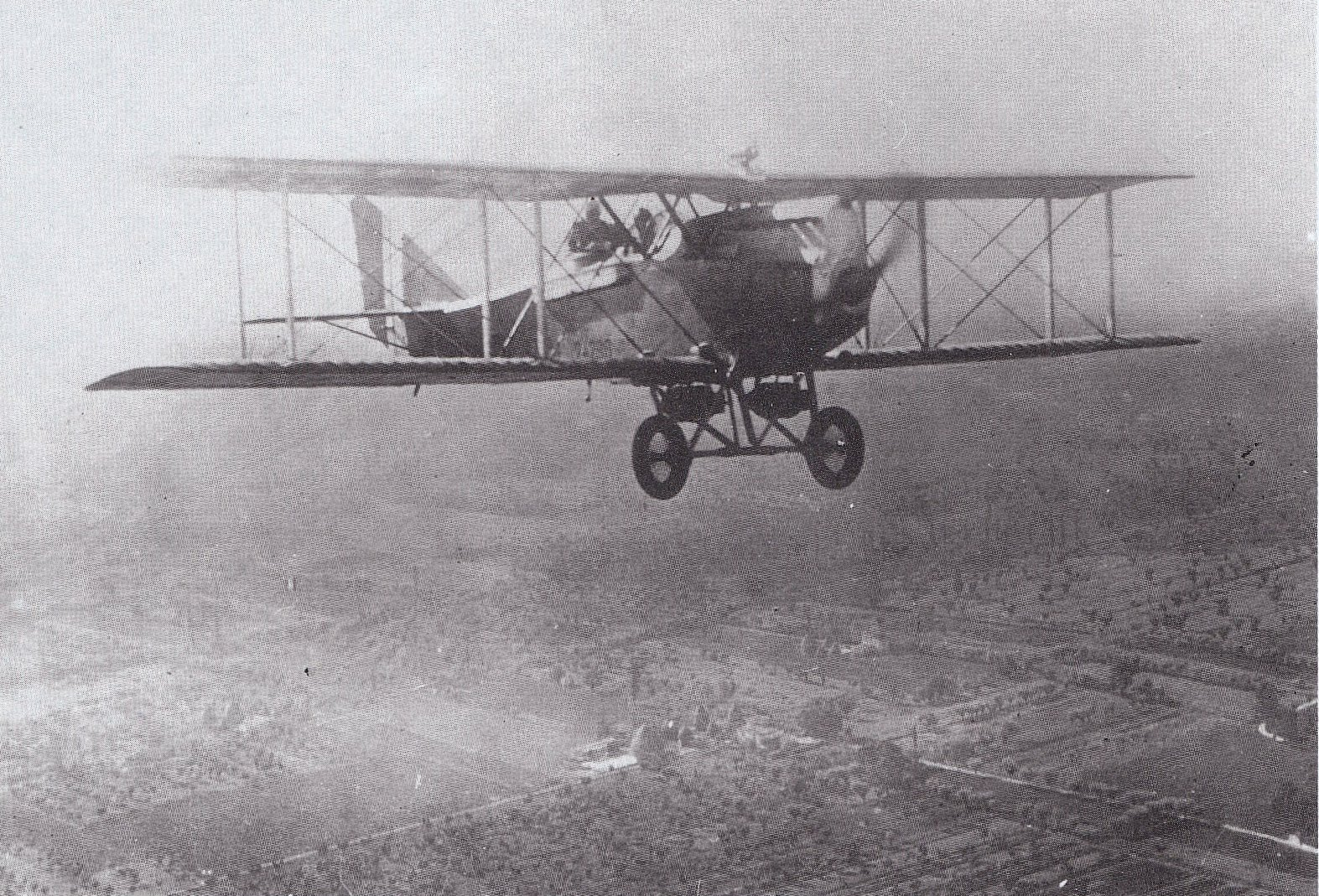
Ansaldo A.300 (1925)
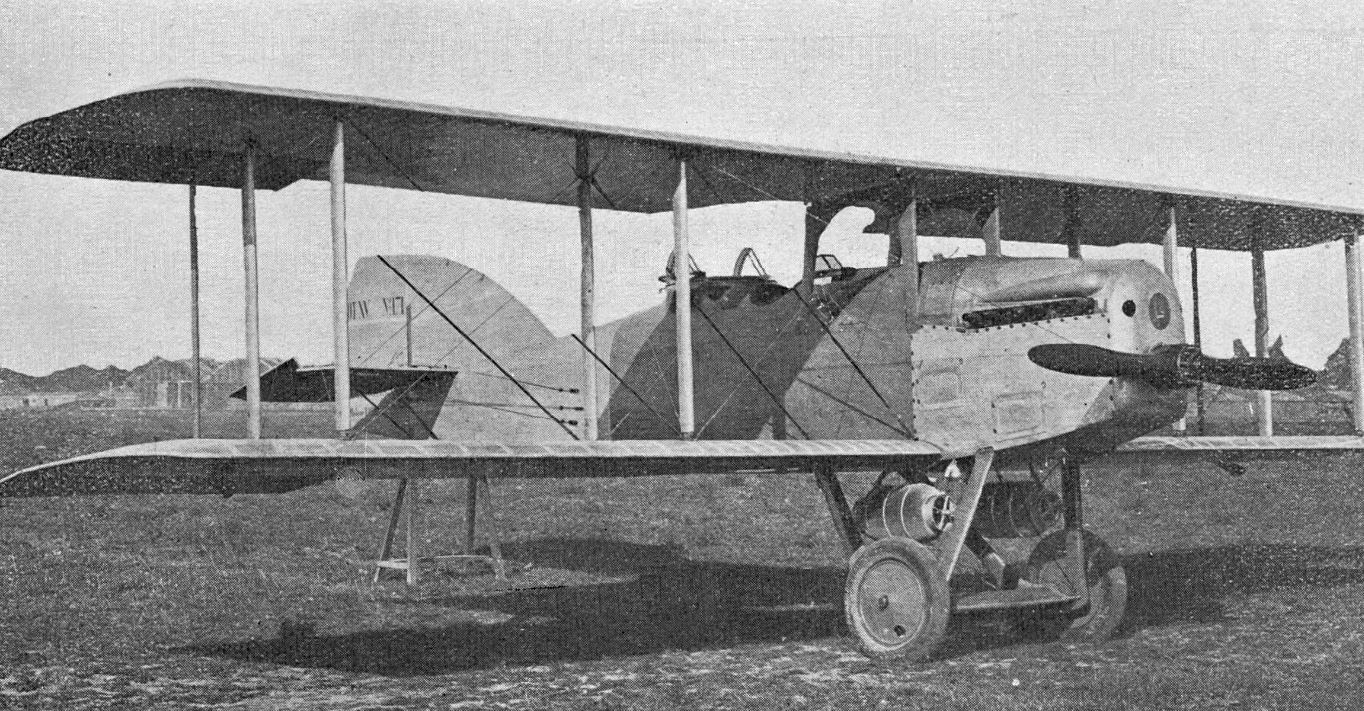
Potez XV (1925–1928)
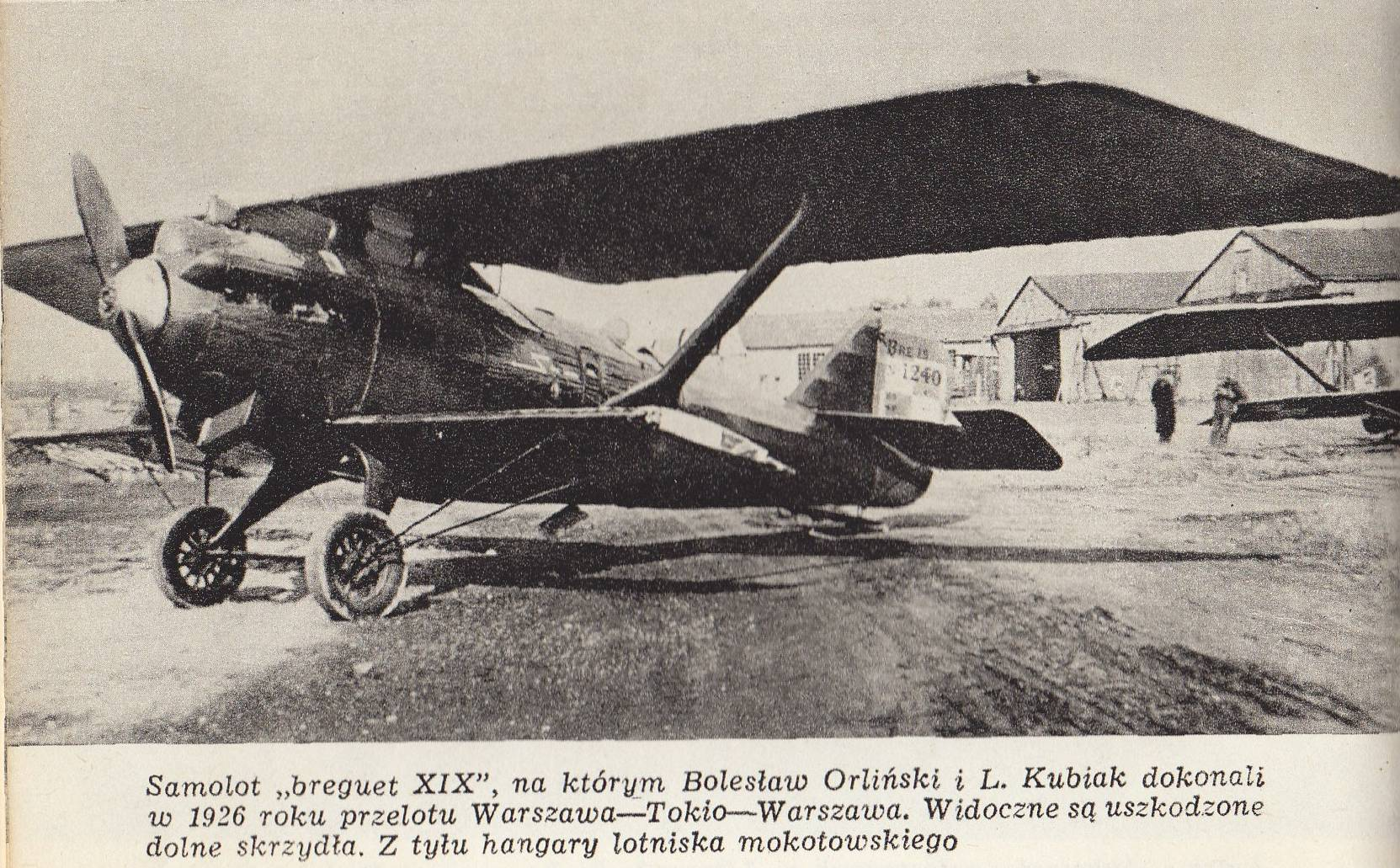
Breguet 19 (1928–1937)
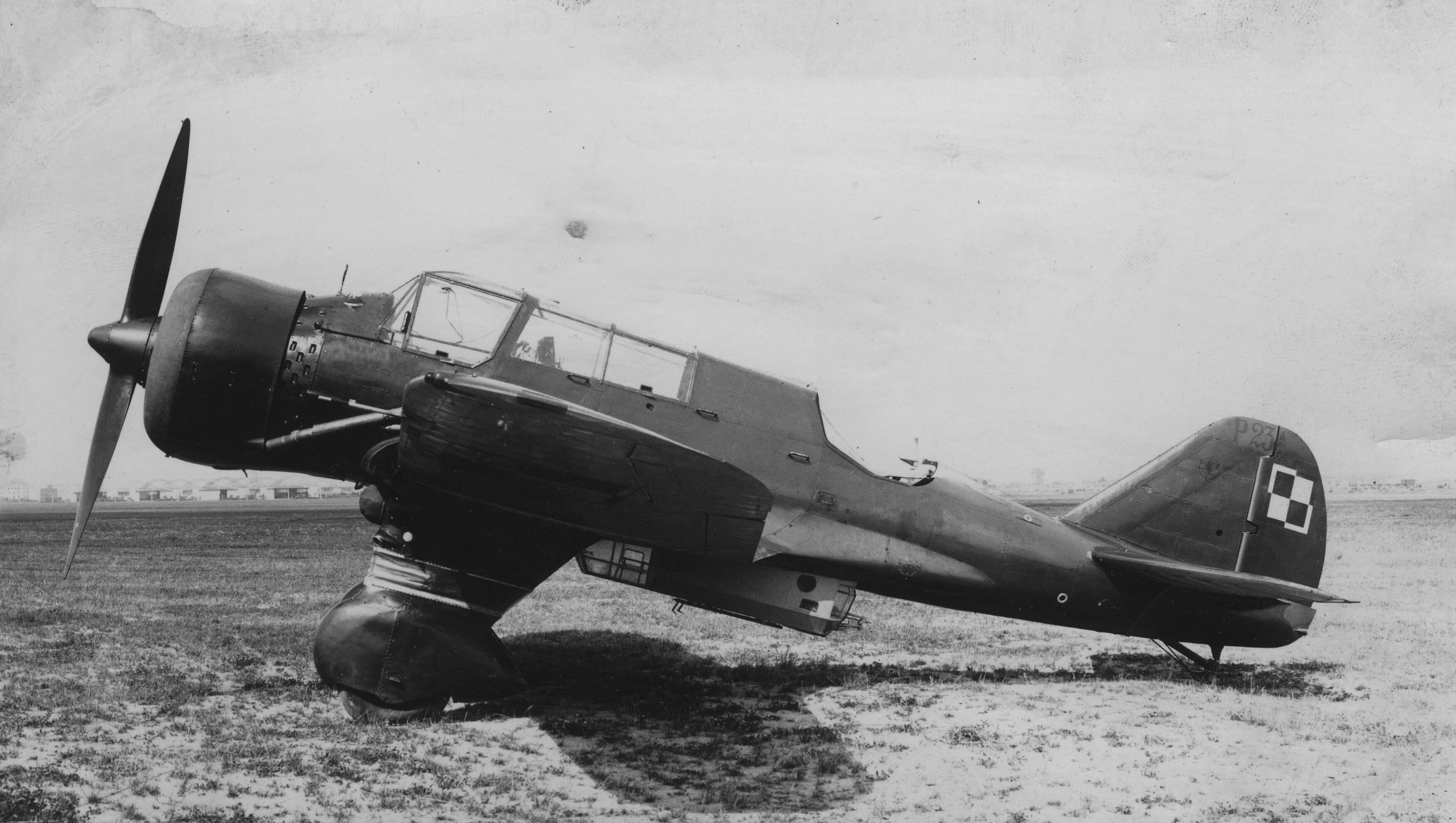
PZL.23 Karaś (1937–1939)
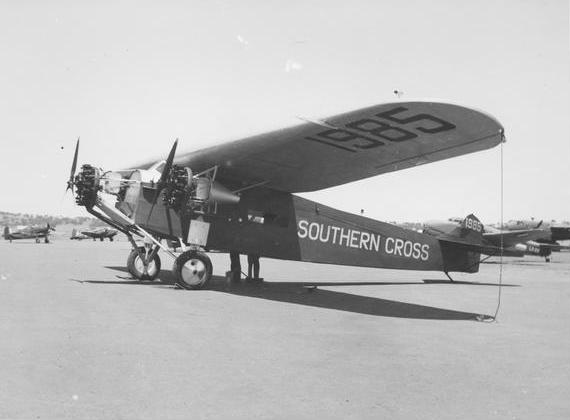
Fokker F.VII (transportowy)
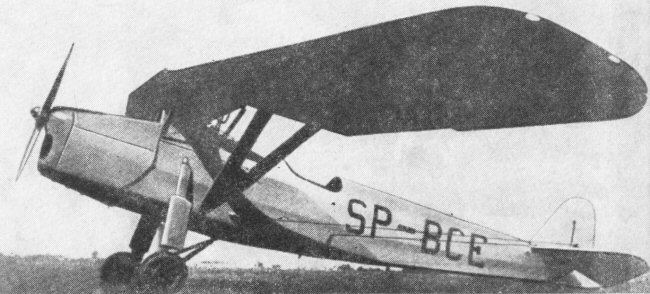
RWD-8 (łącznikowy)

| Nazwy jednostki i daty sformowania, przeformowań i rozformowania | Nazwy jednostki i daty sformowania, przeformowań i rozformowania | Nazwy jednostki i daty sformowania, przeformowań i rozformowania | Nazwy jednostki i daty sformowania, przeformowań i rozformowania | Nazwy jednostki i daty sformowania, przeformowań i rozformowania | Nazwy jednostki i daty sformowania, przeformowań i rozformowania | Nazwy jednostki i daty sformowania, przeformowań i rozformowania | Nazwy jednostki i daty sformowania, przeformowań i rozformowania | Nazwy jednostki i daty sformowania, przeformowań i rozformowania | Nazwy jednostki i daty sformowania, przeformowań i rozformowania | Nazwy jednostki i daty sformowania, przeformowań i rozformowania | Nazwy jednostki i daty sformowania, przeformowań i rozformowania | Nazwy jednostki i daty sformowania, przeformowań i rozformowania | Nazwy jednostki i daty sformowania, przeformowań i rozformowania | Nazwy jednostki i daty sformowania, przeformowań i rozformowania |
| ---------------------------------------------------------------- | ---------------------------------------------------------------- | ---------------------------------------------------------------- | ---------------------------------------------------------------- | ---------------------------------------------------------------- | ---------------------------------------------------------------- | ---------------------------------------------------------------- | ---------------------------------------------------------------- | ---------------------------------------------------------------- | ---------------------------------------------------------------- | ---------------------------------------------------------------- | ---------------------------------------------------------------- | ---------------------------------------------------------------- | ---------------------------------------------------------------- | ---------------------------------------------------------------- |
| XI 1918                                                          | eskadra lwowska                                                  |                                                                  | II eskadra bojowa                                                | XII 1918                                                         | 6 eskadra lotnicza                                               | 1919                                                             | 6 eskadra wywiadowcza                                            | 1925                                                             | 21 eskadra lotnicza                                              |                                                                  | 21 eskadra liniowa                                               |                                                                  | 21 eskadra bombowa                                               | IX 1939                                                          |